# Taha Cengiz Demirtaş
Taha Cengiz Demirtaş (sinh ngày 15 tháng 5 năm 1994) là một cầu thủ bóng đá Thổ Nhĩ Kỳ thi đấu ở vị trí thủ môn cho Gençlerbirliği ở Süper Lig.
Demirtaş từng đại diện Liên đoàn bóng đá Thổ Nhĩ Kỳ thi đấu ở cấp độ U-15 và U-16.